# Claude Debord
Pour les articles homonymes, voir Debord.
Claude Debord, né le 21 août 1933 à Paris où il est mort le 7 mars 2010, est un comédien, dramaturge et metteur en scène français.

## Biographie
Claude Debord a commencé sa carrière de comédien au théâtre dans la troupe des Grenier-Hussenot. Auteur, il est connu également comme metteur en scène.
Son nom reste attaché au théâtre de la Huchette sur la scène duquel il a longtemps joué le rôle du professeur, « pédagogue confus, aux airs effarouchés de vieil homme concupiscent, à la philologie tout autant fantaisiste que péremptoire », personnage de la pièce La Leçon d'Eugène Ionesco.
Claude Debord est le père de la comédienne et chanteuse Agnès Debord.

## Filmographie

### Cinéma
- 1972 : Les Malheurs d'Alfred de Pierre Richard
- 1974 : Le Futur aux trousses de Dolorès Grassian
- 1974 : Les Bicots-nègres, vos voisins de Med Hondo
- 1977 : L'Amour en herbe de Roger Andrieux
- 1977 : Pour Clémence de Charles Belmont
- 1982 : Tout feu, tout flamme de Jean-Paul Rappeneau
- 1986 : Black Mic-Mac de Thomas Gilou

### Télévision
- 1965 : Les Jeunes Années de Joseph Drimal : un agent de police (ép. 1)
- 1965 : Rocambole : un abbé
- 1965 : Le Roi Lear de Jean Kerchbron
  - Le Faiseur de Jean-Pierre Marchand
- 1966 : Beaumarchais ou 60000 fusils de Marcel Bluwal
  - La Caméra explore le temps : les Cathares (La croisade + L'inquisition) de Stellio Lorenzi
- 1968 : Puce de Jacques Audoir
- 1969 : Que ferait donc Faber ? de Dolorès Grassian
- 1971 : Face aux Lancaster d'Ado Kyrou
- 1971 : Les Enquêtes du commissaire Maigret, épisode Maigret et son mort de Claude Barma : un garçon de café
- 1972 : Les Rois maudits de Claude Barma
- 1974 : Billenium de Jean-Claude de Nesle
- 1978 : Émile Zola ou la Conscience humaine de Stellio Lorenzi